# Luciano Borgognoni
Luciano Borgognoni (né le 12 octobre 1951 à Gallarate, dans la province de Varèse, en Lombardie, et mort dans cette ville le 2 août 2014) est un coureur cycliste italien.

## Biographie
Champion du monde de poursuite par équipes amateurs en 1971, Luciano Borgognoni a ensuite été coureur professionnel de 1973 à 1982. Il a notamment remporté deux étapes du Tour d'Italie 1977.

## Palmarès sur piste

### Championnats du monde
- Varèse 1971
  -  Champion du monde de poursuite par équipes amateurs (avec Giacomo Bazzan, Giorgio Morbiato et Pietro Algeri)
- Monteroni di Lecce 1976
  - 5e de la poursuite
- Besançon 1980
  - 4e de la poursuite

### Championnats d'Italie
- 1971
  -  Champion d'Italie de poursuite par équipes amateurs
- 1974
  -  Champion d'Italie de poursuite
- 1976
  -  Champion d'Italie de poursuite

## Palmarès sur route

### Palmarès amateur
- 1971
  - Targa d'Oro Città di Legnano
  - 4e (contre-la-montre par équipes) et 5e étapes du Tour de la Vallée d'Aoste
  - Gran Premio Sannazzaro
  - 2e du championnat d'Italie sur route amateurs
- 1972
  -  Champion du monde sur route militaires
  - Giro dei Tre Laghi
  - 6e étape du Baby Giro

### Palmarès professionnel
- 1974
  - 4e étape du Tour de Sardaigne
  - Tour du Frioul
  - 2e du Tour de Sardaigne
- 1975
  - Grand Prix Cemab à Mirandola
- 1977
  - 2eb et 22e étapes du Tour d'Italie
  - Milan-Vignola
  - 1re étape du Tour de Sicile
  - 2e du Tour de Romagne
- 1979
  - 6e de Milan-San Remo

### Résultats sur les grands tours

#### Tour d'Italie
9 participations
- 1973 : 94e
- 1974 : abandon (22e étape)
- 1975 : 23e
- 1977 : 53e, vainqueur des 2eb et 22e étapes
- 1978 : 57e
- 1979 : abandon (14e étape)
- 1980 : non-partant (13e étape)
- 1981 : 54e
- 1982 : abandon (21e étape)

#### Tour de France
1 participation
- 1976 : abandon (10e étape)